# Szilágyi Tönkő Márton

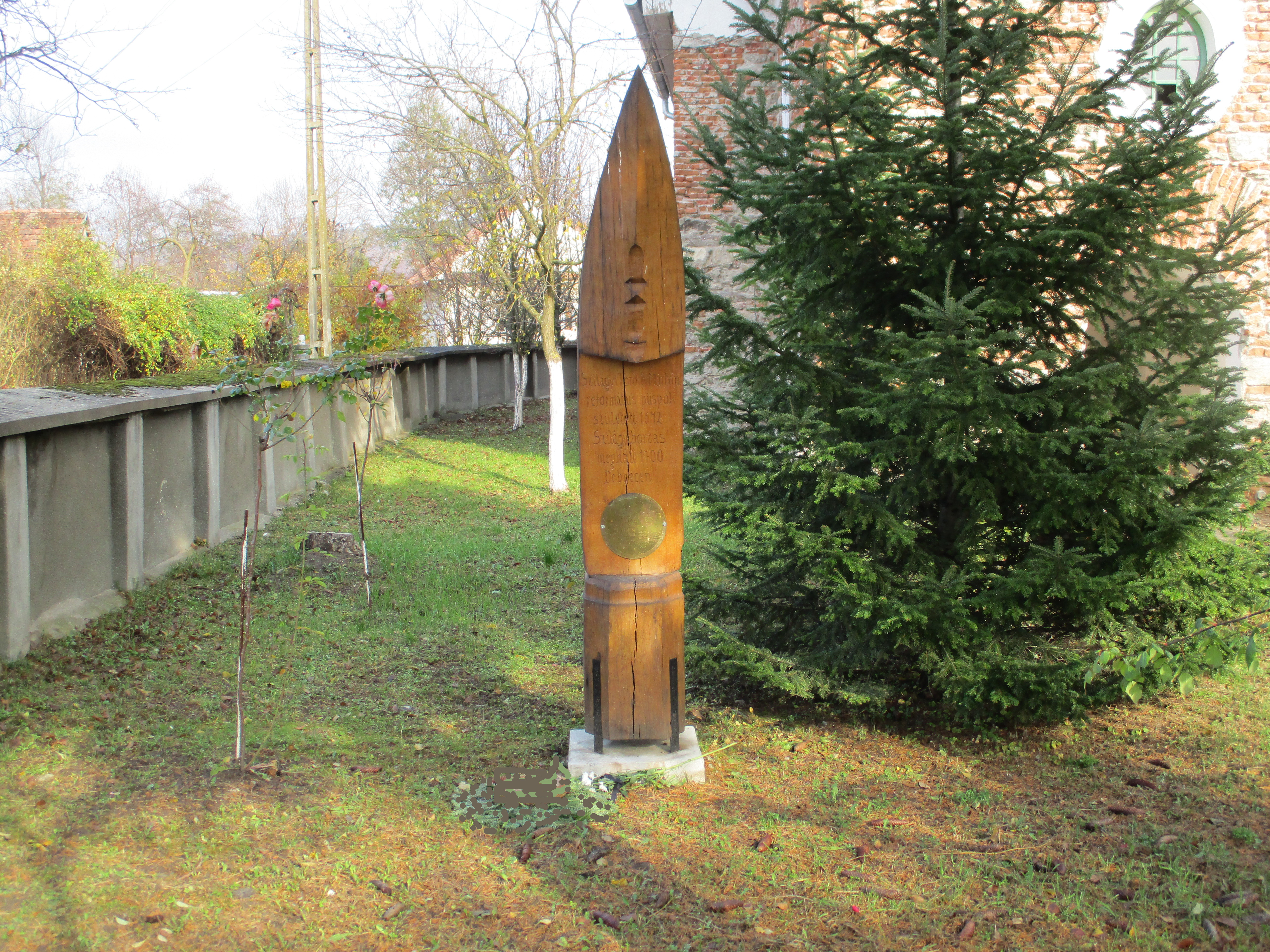
Kopjafa emlékére a szilágyborzási református templom kertjében

Szilágyi Tönkő Márton (Szilágyborzás, 1642 – Debrecen, 1700. január 3.) református lelkész, a bibliai nyelvek, a filozófia és a dogmatika tanára, élete végén rövid ideig a Tiszántúli református egyházkerület püspöke (1699-től haláláig).

## Élete
Szilágyborzás szülötte. Iskoláit itt kezdte, majd Debrecenben folytatta. Kiváló eredményeire való tekintettel hollandiai egyetemekre került tanulni. 1666–1669 között Utrecht, Franeker, Groningen, Leiden egyetemein tanult. Debrecenbe való visszakerülése után előbb az alsó osztályok tanára, majd a biblia nyelvek (görög és héber) és a filozófia tanára. Heidelbergben 1678-ban megjelent filozófia tankönyve a debreceni kollégiumban Maróthi György felléptéig volt használatban. 1681-ben a dogmatika tanára lett, és ebben a minőségben William Ames tanait hirdette, és később sort kerített Johannes Cocceius felfogásának terjesztésére is. Ez utóbbi miatt 1692-ben vádat emeltek ellene, de tisztázta magát, és 1699-ben püspöknek is megválasztották.
Halálára Kocsi Csergő János verseket írt, amelyek a Honor posthumusban (Debrecen, 1700) jelentek meg.

## Munkái
- Disputatio Theologica De Adoptione... Ultrajecti, 1667.
- Disputatio Philosophica De Corpore in universum spectato... Lugduni Batavorum, 1669. Három rész.
- Philosophia ad usum scholarum praesentim Debrecinae applicata (Filozófia az iskolák, elsősorban a debreceni használatára alkalmazva), Heidelberg, 1678. (Martinus Sylvanus néven)
- Biga pastoralis, Debrecen, 1684.
- Triga divortialis, Debrecen, 1690.